# Atlantische Hurrikansaison 1928
Die Hurrikansaison 1928 begann offiziell am 1. Juni 1928 und endete am 30. November 1928. Diese Daten grenzen für gewöhnlich die Zeitspanne jedes Jahres ab, wenn sich die meisten tropischen Wirbelstürme im atlantischen Becken bilden.
Die Saison von 1928 war nicht sehr aktiv, aber sehr ereignisreich. Sechs tropische Stürme bildeten sich während der Saison. Vier davon wurden Hurrikane. Nur einer wurde ein großer Hurrikan.

## Stürme
Ein Hurrikan der Kategorie 2 traf Zentralflorida nahe Melbourne. Ein anderer Hurrikan traf Südkuba, schwächte zu einem tropischen Wirbelsturm ab und streifte die Südwestküste Floridas, um nahe Apalachicola an Land zu gehen. Ein tropischer Sturm traf Mexiko Anfang September.

### Okeechobee-Hurrikan
Der bemerkenswerteste Sturm der Saison war der Okeechobee-Hurrikan (auch Hurrikan San Felipe Segundo). Dieser kapverdische Hurrikan war der erste gemessene Hurrikan im atlantischen Becken, der die Intensität von Kategorie 5 erreichte. Er begann schnell stärker zu werden, als er die Inseln über dem Winde kreuzte und auf Guadeloupe Hunderte Menschen tötete. Dann schlug er als zerstörender Sturm der Kategorie 5 auf Puerto Rico zu und verursachte katastrophalen Schaden und tötete mindestens 300 Menschen. Hunderte mehr wurden im Rest der Westindischen Inseln und Bahamas getötet, bevor der Hurrikan nahe West Palm Beach, Florida an Land kam als Kategorie 4. Trotz der katastrophalen Schäden, die er entlang der Südostküste Floridas anrichtete, wurden nur relativ wenig Todesfälle registriert; der tödlichste Schlag des Sturms war auf dem Okeechobeesee. Der Deich, der das Wasser zurückhielt, brach, und ein reißender Strom peitschte in die Sümpfe und Städte am See. Mindestens 2500 Menschen kamen in Florida ums Leben, es war der zweittödlichste Hurrikan und die zweittödlichste Naturkatastrophe überhaupt in den USA. Der Sturm wurde schließlich eine außertropische Zyklone über dem westlichen New York und löste sich über dem Eriesee in Kanada nahe Toronto auf.